# Helenenstift (Hamburg)

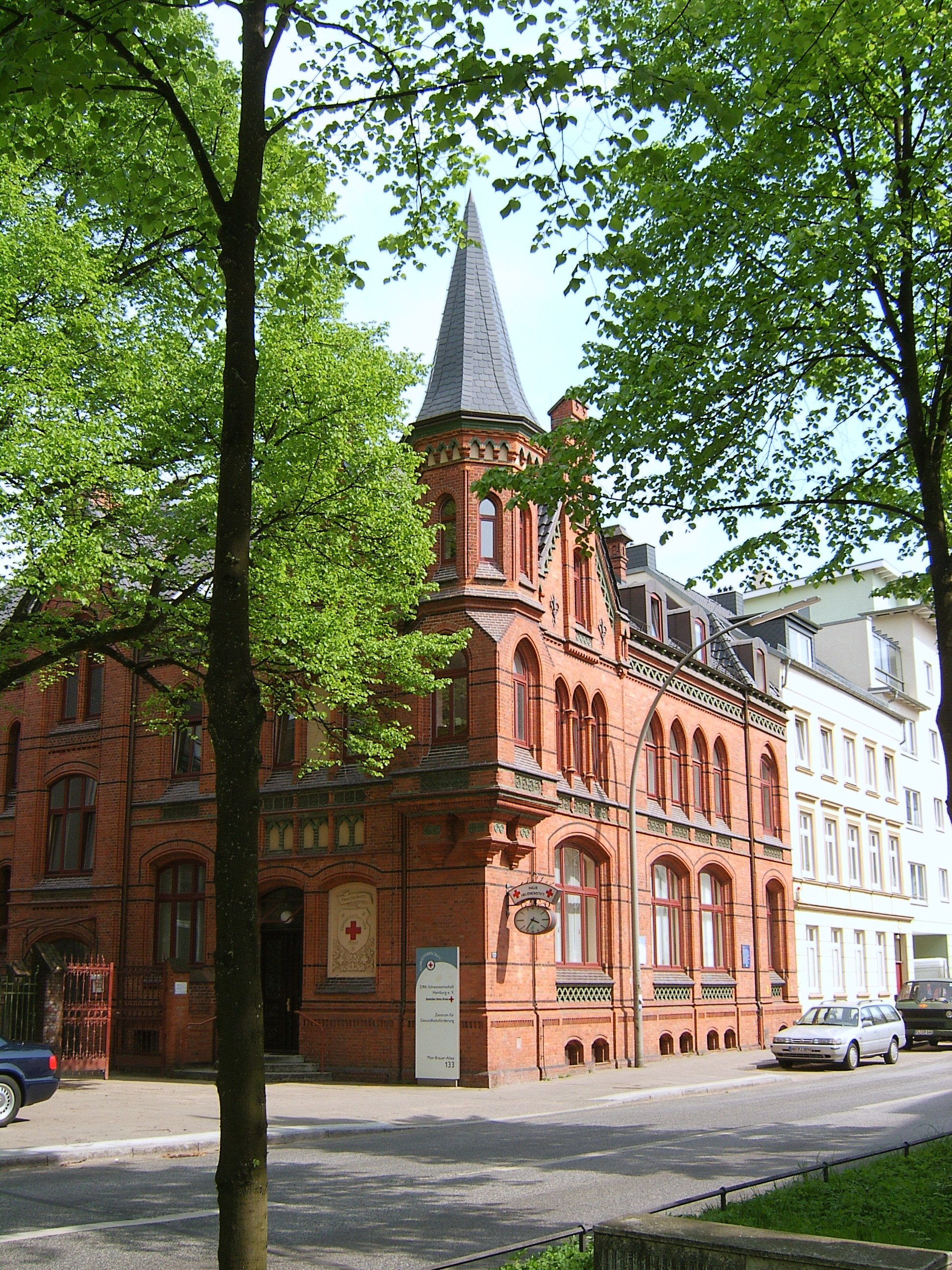
Helenenstift

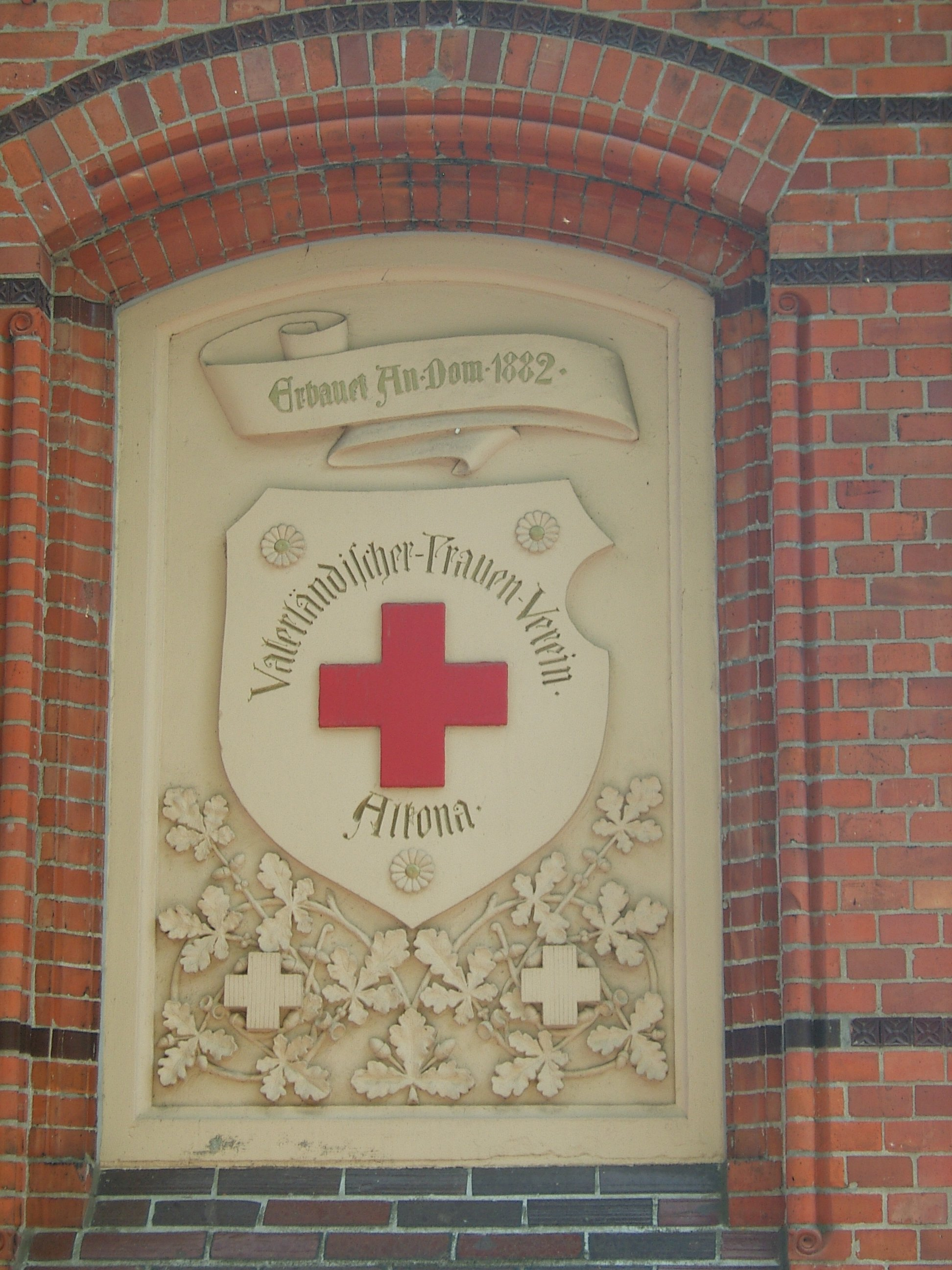
Vaterländischer-Frauen-Verein Altona.
Stuckrelief am Helenenstift

Der Helenenstift ist ein Gebäudekomplex im Hamburger Stadtteil Altona-Nord. Es wird heute als Hospiz und Schulungszentrum genutzt. Die ehemalige Stiftskapelle wird heute als Kirche der Stille genutzt.

## Geschichte und heutige Nutzung
Der Backsteinbau wurde 1882 nach Plänen des Architekten Albert Winkler an der Allee (heute Max-Brauer-Allee) in der damals selbstständigen preußischen Stadt Altona erbaut als Stiftung von Helene Donner (1819–1909) an das Deutsche Rote Kreuz. Am 20. Juni 1882 fanden Grundsteinlegung und Richtfeier statt, bei der Pastor Kähler aus Ottensen die Weiherede hielt, im November wurde das Haus bezogen. 1900 wurde der benachbarte Nyegaard-Stift erbaut.
Der Helenenstift diente zuerst als Pflegerinnenhaus des Vaterländischen Frauenvereins. Während des Ersten Weltkriegs wurde im Helenenstift (damalige Anschrift: Allee 161) ein Reservelazarett mit 100 Betten eingerichtet. Auch im Zweiten Weltkrieg wurde das Gebäude wieder zum Lazarett umfunktioniert. In der Zeit der Bundesrepublik war das Stift ein Altersheim. 
Die vormals zum Helenenstift gehörende Kapelle ging 1955 an die Landeskirche über und wurde in Christophoruskirche umbenannt, ab 2009 auch „Kirche der Stille“ genannt.
In Teilen des Gebäudes befindet sich das Hamburger Hospiz im Helenenstift und der ambulante Hospizberatungsdienst des Hamburger Hospiz e.V. Das stationäre Hospiz wurde im Oktober 2001 nach umfangreicher Restaurierung eröffnet und gibt 16 Menschen einen Platz. Der Hospizverein bietet außerdem Trauer- und Bildungsarbeit an. Erste Vorsitzende des Fördervereines, dem der Teil des Gebäudes gehört, ist Elke Huster-Nowack. Die Helenenstraße 12 ist auch der Sitz der im August 2022 gegründeten Stiftung Hamburger Hospiz, im Vorstand sind  Elke Huster-Nowack, Frank Liedtke und Ulrich Meinecke.
In einem anderen Teil des verwinkelten Hauses befindet sich der Hauptsitz der DRK-Schwesternschaft. Sie unterhält dort ein Schulungszentrum für interne Veranstaltungen.